# Zaatari
Zaatari (arab. ‏مخيم الزعتري‎) – obóz dla uchodźców w Jordanii, położony 10 kilometrów na wschód od Al-Mafrak, który stopniowo przekształca się w stałą osadę. Został otwarty 28 lipca 2012 r. dla Syryjczyków uciekających przed przemocą podczas trwającej syryjskiej wojny domowej, która wybuchła w marcu 2011 r. Według statystyk UNHCR, na terenie obozu przebywa 78 520 osób (stan na 14 czerwca 2018), ponad połowa (ok. 55%) tutejszych mieszkańców to dzieci. W marcu 2013 r. w Zaatari mieszkało ponad 150 tys. osób.

## Życie w obozie
Obóz jest obecnie czwartym co do wielkości jordańskim miastem. W obozie znajduje się ponad 2500 sklepów i supermarketów, działają dwa szpitale, dziewięć klinik, dziewięć szkół i 27 ośrodków kultury. UEFA założyła klub piłkarski i nadzorowała turniej, który przyciągnął 500 dzieci. W 2014 zamiast doraźnej pomocy zaczęto rozdawać bony, by uniezależnić uchodźców od bezpośredniej pomocy i dać im szansę na samodzielne życie. Postawiono tu także bankomaty, ulepszone o rejestrację i identyfikację uchodźcy przy użyciu izometrycznej technologii rozpoznawania tęczówki, na podstawie danych biometrycznych zbieranych podczas rejestracji uchodźców. Obecnie w supermarketach korzysta się z tzw. e-kart. Żywność zapewnia Światowy Program Żywnościowy (WFP). Początkowe namioty zostały zastąpione przez kontenery. Statystycznie biznes prowadzi jeden Syryjczyk na 30. Według statystyk pracuje ok. 13 proc. dzieci. Każdemu mieszkańcowi obozu przysługuje 35 litrów wody dziennie. UNICEF organizuje edukację dla 23 tys. dzieci (ok. 88 proc. wszystkich dzieci w wieku szkolnym). Holandia przekazała mieszkańcom Zaatari 10 000 rowerów.
Dzienny koszt utrzymania Zaatari to 0,5 mln dolarów. Obóz obsługuje ponad sto organizacji pozarządowych. Zaatari finansowany jest m.in. ze środków Jordanii, Stanów Zjednoczonych, Wielkiej Brytanii, Niemiec, Nowej Zelandii, Francji, Kanady, Bahrajnu, Norwegii, Japonii, Szwecji, Arabii Saudyjskiej czy Słowacji oraz z funduszy Unii Europejskiej.
Żeby ograniczyć koszty zbudowano m.in. system transformatorów, pozwalających na kontrolę użytkowania energii. Ponadto rząd niemiecki ufundował panele słoneczne zasilające część obozu. W okresie zimowym temperatura w północnej części Jordanii, gdzie usytuowany jest obóz, spada do ok. 4–7 stopni Celsjusza.

## Historia obozu
Pierwsi uchodźcy pojawili się w Jordanii jesienią 2011 r. W dziewięć dni 2012 roku rozstawiono tu kilka przenośnych toalet, niewielkie namioty z logo UNHCR, i jeden większy: centrum rejestracji. Na początku mieszkało tu około stu rodzin, ale już wtedy wyznaczono granice: 2 km długości i 4 km szerokości. Miało tu zamieszkać 60 tys. ludzi. We wrześniu, po dwóch miesiącach funkcjonowania, populacja obozu Zaatari liczyła 30 tys. osób. W listopadzie 65 tys., w lutym 2013 r. było ich już 76 tysięcy.

## Wybrane organizacje działające na terenie Zaatari
- Finn Church Aid (FCA)
- International Orthodox Christian Charities (IOCC)
- Jordan Hashemite Charity Organization (JHCO)
- Japan International Cooperation Agency (JICA)
- Lutheran World Federation (LWF)
- Ministry of Education – Jordan (MoE Jordan)
- Norwegian Refugee Council (NRC)
- Save the Children (SC)
- United Nations Educational, Scientific and Cultural Organization (UNESCO)
- United Nations Children’s Fund (UNICEF)[3]

## Galeria

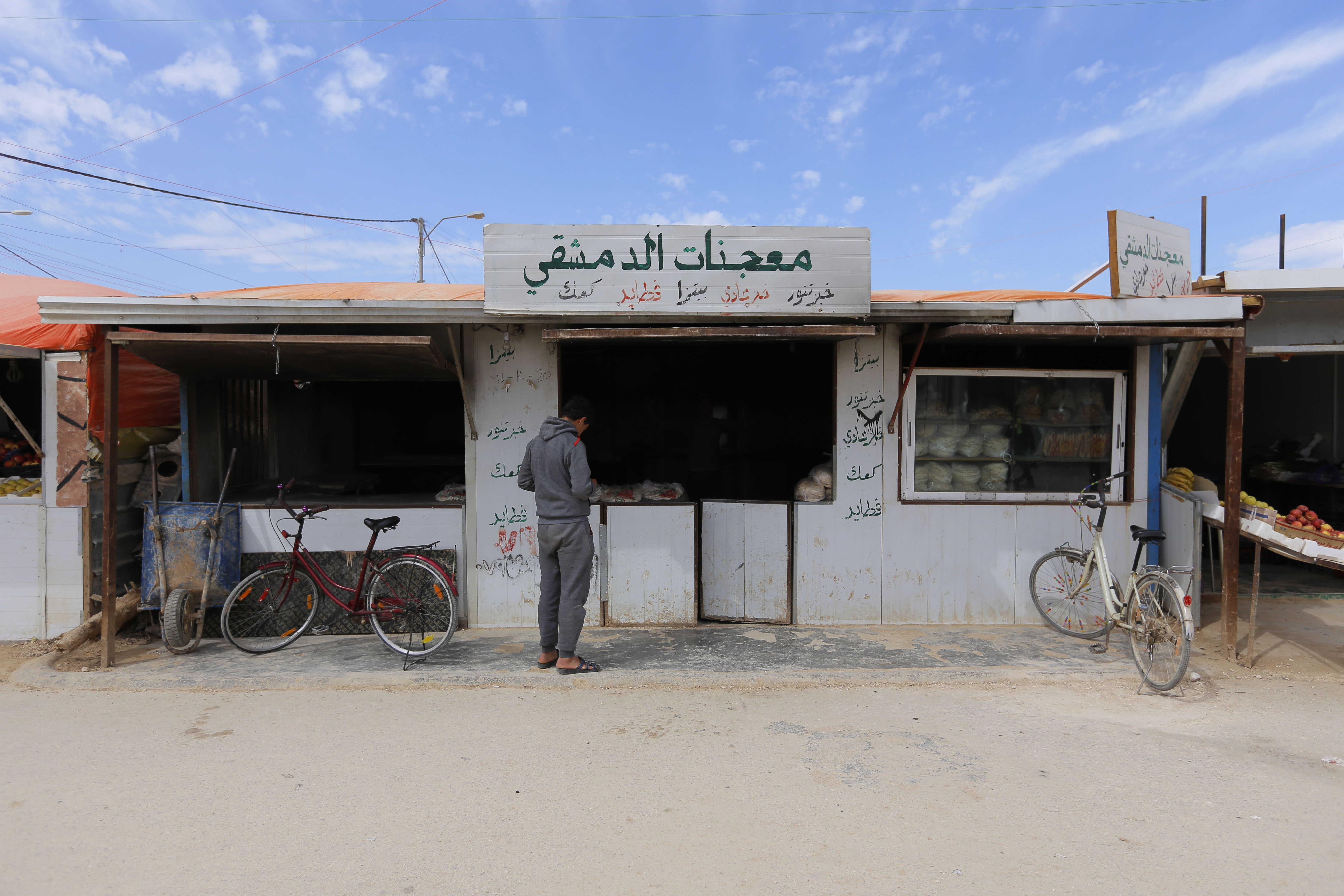
Sklep z pieczywem wykonany przez mieszkańców obozu Zaatari
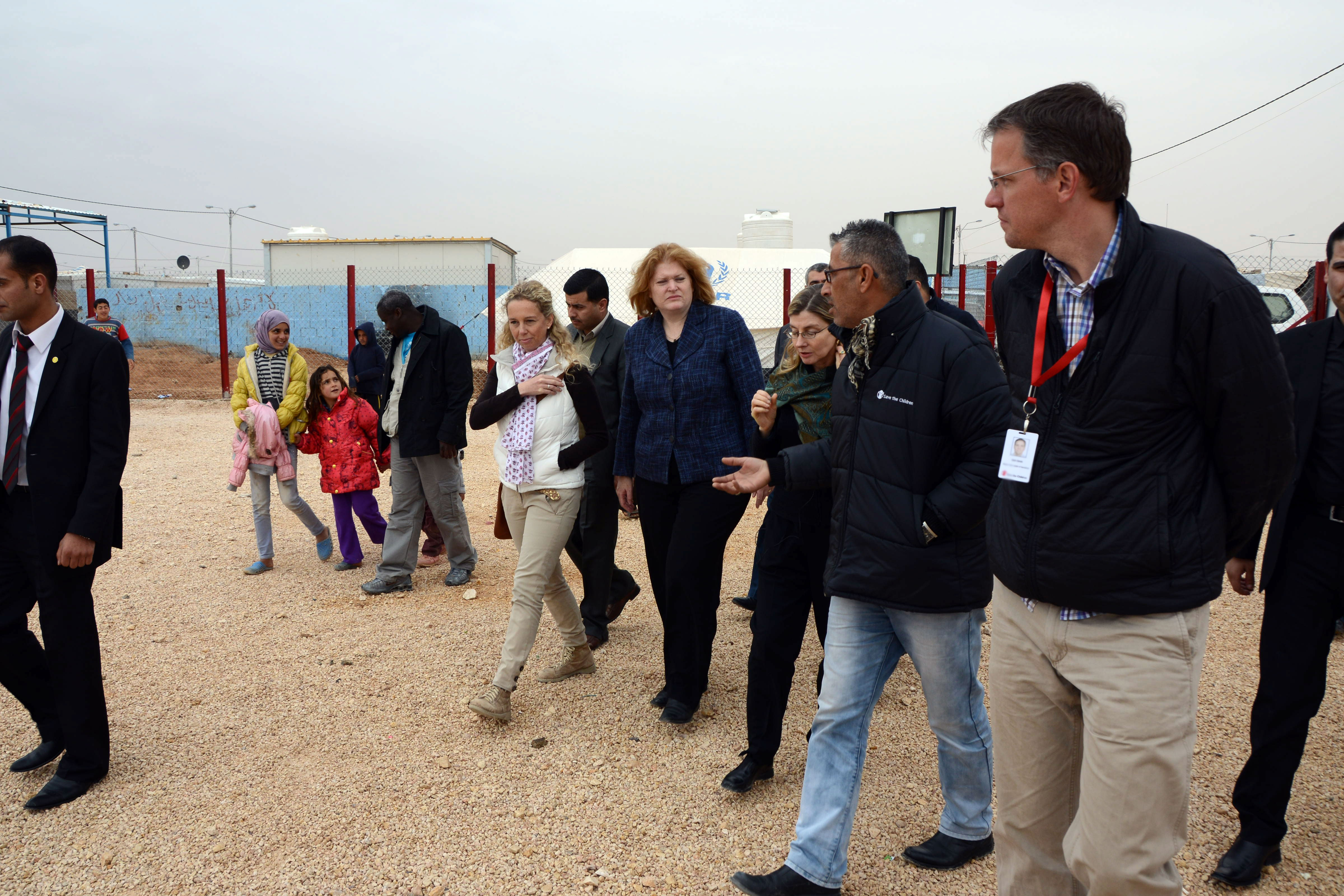
Personel USAid odwiedzający obóz
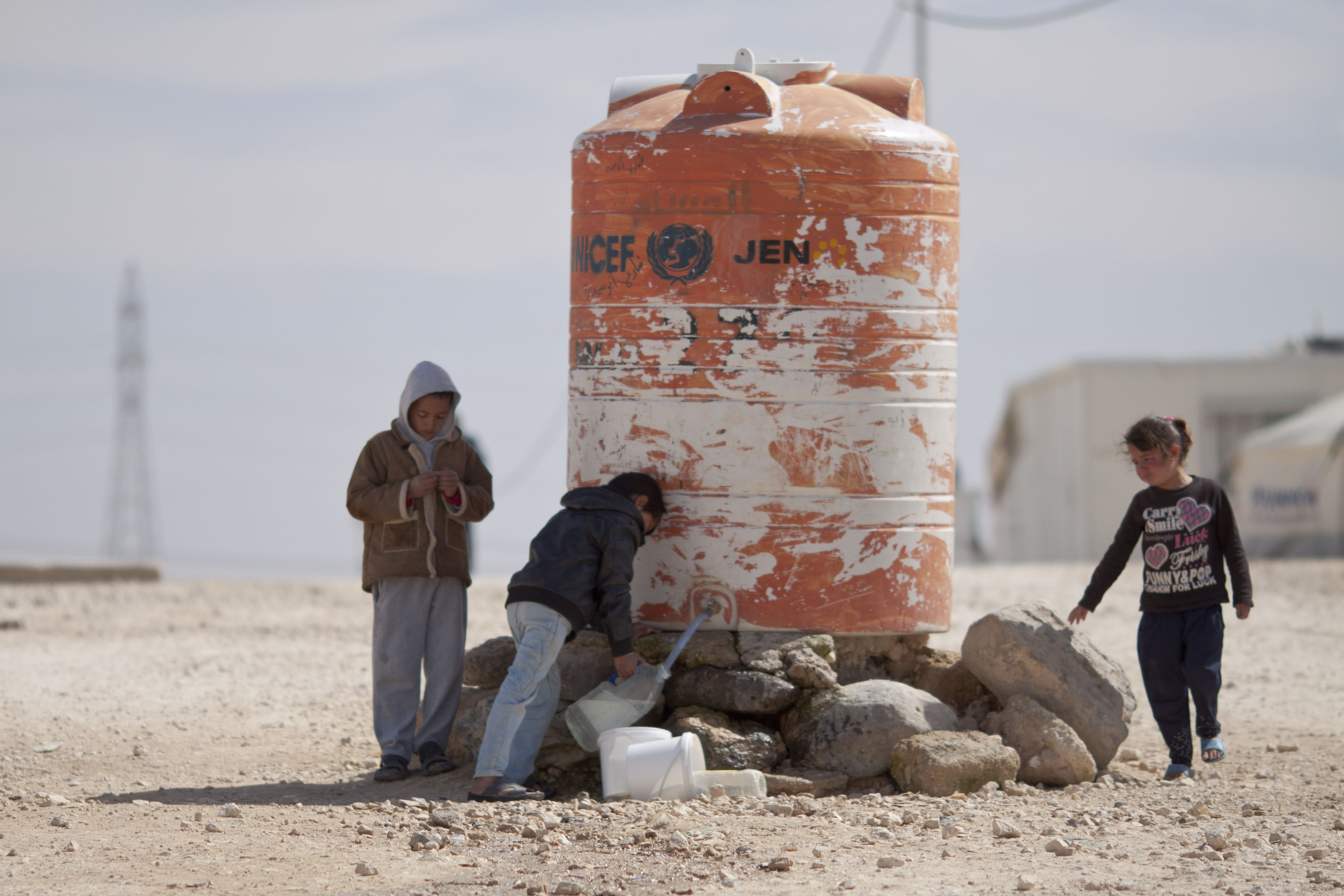
Syryjskie dzieci uzupełniające wodę pitną w butelkach w obozie Zaatari
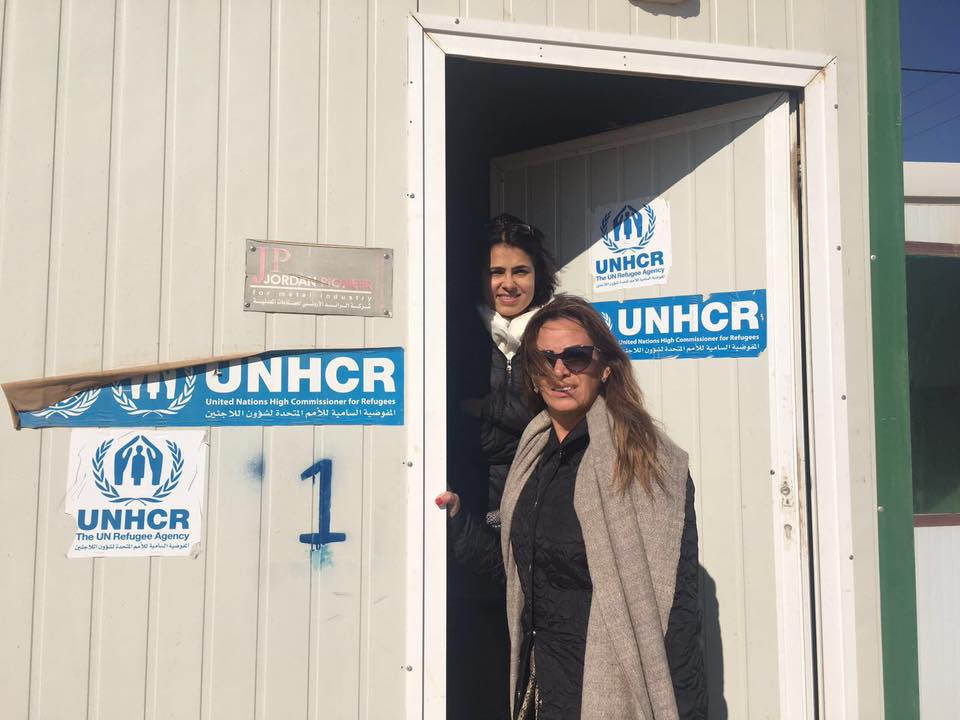
Iman Mutlaq odwiedzający obóz uchodźców Zaatari w celu wdrożenia wsparcia psychospołecznego przez IAHV